# Emile Brunet
Emile Lucien Brunet (* 8. Juni 1863 in Brüssel; † 10. Mai 1945) war ein belgischer Politiker der Belgischen Arbeiterpartei.

## Biografie
Nach dem Schulbesuch studierte er Rechtswissenschaft und erwarb einen Doktor der Rechtswissenschaften. 1912 wurde er als Kandidat der Belgischen Arbeiterpartei zum Mitglied der Abgeordnetenkammer gewählt und vertrat in dieser bis zu seinem Tod die Interessen des Arrondissements Charleroi.
Nachdem er 1918 für kurze Zeit Minister ohne Geschäftsbereich war, wurde er am 10. Dezember 1919 Präsident der Abgeordnetenkammer und hatte dieses Amt bis zum 6. August 1928 inne. Für seine politischen Verdienste wurde ihm am 2. April 1925 der Ehrentitel Staatsminister verliehen.